# Jacob Juch
Jacob (Jaap) Juch (Veenendaal, 20 maart 1895 - Sachsenhausen, 26 maart 1943) was een Nederlandse onderwijzer die van 1926 tot 1942 directeur was van de Dr. Mr. Willem van den Bergh-Stichting te Noordwijk aan Zee, gelegen tussen Noordwijk en Katwijk aan Zee om precies te situeren. Hij werd befaamd door zijn sociaal werk en zijn vernieuwende inzichten inzake het leven en werken met mensen met een ernstige mentale beperking.

## Biografie
Jacob Juch was de zoon van Henri Riemert Juch (1865-1945) en Lubbertje Volten (1870-1951).  Op 1 oktober 1926 werd hij benoemd tot directeur van de Dr. Mr. Willem van den Bergh-Stichting te Noordwijk aan Zee.
De Dr. Mr. Willem van den Bergh-Stichting was een tehuis, of beter een groep van huizen en paviljoenen voor samenleven, bewoning en verzorging van kinderen en mensen met een ernstige mentale beperking.  
Juch was sinds 1919 onderwijzer in 's Heeren Loo te Ermelo, van waar hij in 1923 vertrok naar Noordwijk aan Zee om er voor de provincie Zuid-Holland een gelijkaardig nieuw tehuis uit te bouwen.  
Hij was daartoe de juiste man, een vernieuwer : "zijn inzichten en zijn praktijk waren gericht naar opleiding van de leerling-verpleegkundige (zie : zijn Orthopedische Cursus), gehandicapte mensen in beweging brengen, kinderen leren lopen, hun apathie doorbreken. Daartoe werden tal van instrumenten en hulpvoorwerpen gemaakt : oefentoestellen in hout en andere voorwerpen die het bewegen stimuleren. Een voorbeeld hiervan is de wagenbaan. Er kwamen ook statafels, allerhande aangepaste fietsen en speciaal spelmateriaal. Zijn verpleegkundigen maakten ook gebruik van het gevoel voor ritme dat de mens heeft, alsook van het beluisteren van muziek en het muzikaal begeleiden van beweging."
Het gemakshalve vastbinden van mensen vond directeur Juch een ware mishandeling en kon in zijn tehuis niet gebeuren.
“In een overdekte wintertuin, een metershoge en ruime glazen koepel of rechthoekig gebouw met zandbakken, planten en speeltoestellen erin, konden de kinderen ook in de winter of bij slecht weer spelen en in beweging blijven“.  Met zijn wintertuin werd Jacob Juch internationaal befaamd. 
Een van zijn belangrijke inzichten was dat "de patiënten met een verstandelijke beperking werden erkend als mensen die zich net als iedereen wilden uiten, maar daartoe de nodige verstandelijke ordening misten".  In 1939 ontving directeur Juch een koninklijke onderscheiding en de Universiteit Zürich wilde hem een eredoctoraat geven.
Hij was gehuwd met Anna Wildschut, met wie hij twee dochters had : Teda (1924-2007) en Betsie (1927-1996).   
In Noordwijk is er een Jacob Juchstraat naar hem genoemd.

## Overlijden

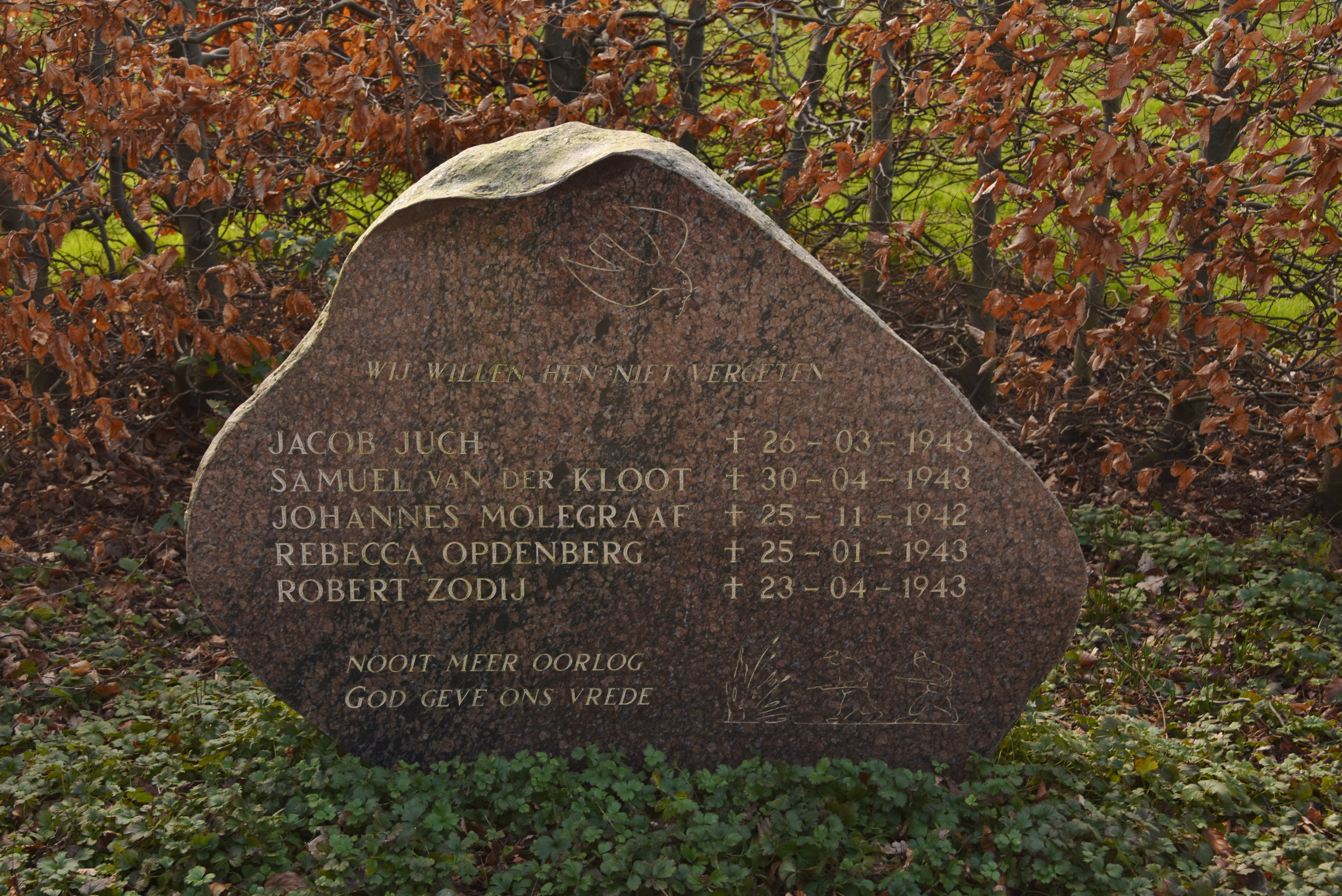
Gedenksteen in Noordwijk voor Jacob Juch, Samuel van der Kloot, Johannes Molegraaf, Rebecca Opdenberg en Robert Zodij

Hij werd te Noordwijk-aan-Zee gearresteerd nadat de Duitsers op 8 april 1942 in de gebouwen van de Dr. Mr. Willem van den Bergh-Stichting, achter een speciaal daartoe gemetste keldermuur, in kisten verborgen koperen en tinnen voorwerpen hadden ontdekt.  De directeur, Jacob Juch, de monteur en de timmerman werden door de Duitsers opgesloten in de gevangenis van Scheveningen, waar zij een zwaar verhoor ondergingen. Omdat hij weigerde de kinderen van zijn tehuis en ook de Joodse kinderen over te leveren aan de misdadige plannen van de Nazi’s, werd hij later in 1942 gedeporteerd naar het concentratiekamp Sachsenhausen, waar hij op 26 maart 1943 overleed ten gevolge van de hem aangedane ontberingen en mishandeling. Zijn collega in de Willem van den Bergh-Stichting, dokter G. Krijger, werd naar hetzelfde  concentratiekamp, Sachsenhausen, gedeporteerd, maar deze dokter-medicus had de kracht en het geluk ook nog de concentratiekampen te Düsseldorf en op het kanaaleiland Alderney te overleven.  De arrestatie van zijn directeur wordt door dr. G. Krijger beschreven in zijn boek (dubbel auteurschap met de Poolse stationschef van Dantzig, Jan Woitas) uitgegeven in 1945.